# Prieto picudo
La prieto picudo è una delle principali varietà di uva dei vini rossi a Denominazione di Origine (DO) di Leon  in Spagna.
É una varietà con una forte componente colorata, un'acidità notevole e una gran quantità di zucchero e tannino,

## Caratteristiche
L'uva prieto picudo si distingue facilmente per il suo grappolo stretto e le bacche di forma ovale e estremità appuntita, da cui il nome della varietà; grappolo  'stretto'  e a forma di  'picudo'(becco) . La sua buccia è nera bluastra e il suo sapore e aroma sono dolci e intensi.
Viene piantato in  'traliccio' , per migliorare la sua produzione, senza aver stabilito quale tipo di potatura sia più conveniente.

## Regioni
La particolarità di questa DO è l'uso delle sue varietà autoctone di uve: Prieto Picudo (rossa) e Albarín (bianca).
La D.O.P. Valles de Benavente include comuni della zona nord-orientale della provincia di Zamora.
La Prieto Picudo è autoctona della zona di Valdevimbre, Los Oteros e della riva del fiume Cea, a León, e dei comuni delle valli di Tera, Vidriales e Valverde nella provincia di Zamora, occupando attualmente un'estensione di 3.000 ettari di vigneto. Secondo l'Ordine APA/1819/2007, che aggiorna l'allegato V del Regio Decreto 1472/2000, la Prieto Picudo è una varietà raccomandata per la regione di León ed è autorizzata in Andalusia e Castiglia-La Mancia.
Alcune cantine che producono vino da Prieto Picudo nella regione sono: Bodegas Pobladura (Pobladura de los Oteros), Bodegas Vinos de León (Armunia, Valdevimbre e Pajares de los Oteros), Bodegas Tampesta (Valdevimbre), Los Palomares (Valdevimbre), Leyenda del Páramo (Valdevimbre), la Cooperativa Vinícola Comarcal (a Valdevimbre), le cantine Julio Crespo (Villalmán), Gordonzello (Gordoncillo), Dominio DosTares (Pajares de los Oteros) e Bodegas Otero (Benavente).